# Hydroptila traunica
Hydroptila traunica är en nattsländeart som beskrevs av Wells 1991. Hydroptila traunica ingår i släktet Hydroptila och familjen smånattsländor. Inga underarter finns listade i Catalogue of Life.